# Lijst van voetbalinterlands Gibraltar - San Marino
Deze lijst van voetbalinterlands is een overzicht van alle officiële voetbalwedstrijden tussen de nationale teams van Gibraltar en San Marino. De landen hebben tot op heden vier keer tegen elkaar gespeeld. De eerste ontmoeting, een groepswedstrijd tijdens de UEFA Nations League 2020/21, werd gespeeld in Gibraltar op 5 september 2020. Het laatste duel, een groepswedstrijd tijdens de UEFA Nations League 2024/25, vond plaats op 15 november 2024 in Serravalle.

## Wedstrijden
| № | Plaats     | Datum            | Competitie                  | Wedstrijd              | Uitslag |
| - | ---------- | ---------------- | --------------------------- | ---------------------- | ------- |
| 1 | Gibraltar  | 5 september 2020 | UEFA Nations League 2020/21 | Gibraltar − San Marino | 1 − 0   |
| 2 | Serravalle | 14 november 2020 | UEFA Nations League 2020/21 | San Marino − Gibraltar | 0 − 0   |
| 3 | Gibraltar  | 10 oktober 2024  | UEFA Nations League 2024/25 | Gibraltar − San Marino | 1 − 0   |
| 4 | Serravalle | 15 november 2024 | UEFA Nations League 2024/25 | San Marino − Gibraltar | 1 − 1   |

## Samenvatting
| Competitie          | Totaal gespeeld | Winst Gibraltar | Gelijk | Winst San Marino | Doelsaldo Gibraltar – San Marino |
| ------------------- | --------------- | --------------- | ------ | ---------------- | -------------------------------- |
| UEFA Nations League | 4               | 2               | 2      | 0                | 3 − 1                            |
| Totaal              | 4               | 2               | 2      | 0                | 3 − 1                            |

## Details

### Eerste ontmoeting
| UEFA Nations League 2020/21 (Gibraltar, 5 september 2020): |       |            |
| Gibraltar | 1 – 0 | San Marino |
| Graeme Torrilla 42' | goals |            |
| - Debuut van Graeme Torrilla en Kian Ronan (beiden Lincoln Red Imps) voor Gibraltar. - Debuut van Dante Rossi (SS Pennarossa) en Kevin Zonzini (SS Cosmos) voor San Marino. |       |            |

### Tweede ontmoeting
| UEFA Nations League 2020/21 (Serravalle, San Marino, 14 november 2020): |              |           |
| San Marino                                                              | 0 – 0        | Gibraltar |
|                                                                         | goals        |           |
| 49' Davide Simoncini                                                    | rode kaarten |           |

GFA · A-internationals · Bondscoaches · Statistieken · Vrouwenelftal · Olympisch elftal · Gibraltar U19 · Gibraltar U17
2010 – 2019 ·
2020 − 2029
2013 ·
2014 ·
2015 ·
2016 ·
2017 ·
2018 ·
2019 ·
2020 ·
2021 ·
2022 ·
2023 ·
2024
Andorra ·
Armenië ·
België ·
Bosnië en Herzegovina ·
Bulgarije ·
Cyprus ·
Denemarken ·
Duitsland ·
Estland ·
Faeröer ·
Frankrijk ·
Georgië ·
Grenada ·
Griekenland ·
Ierland ·
Kosovo ·
Kroatië ·
Letland ·
Liechtenstein ·
Litouwen ·
Malta ·
Moldavië ·
Montenegro ·
Nederland ·
Noord-Macedonië ·
Noorwegen ·
Polen ·
Portugal ·
San Marino ·
Schotland ·
Slovenië ·
Slowakije ·
Turkije ·
Wales ·
Zwitserland
FSGC · A-internationals · Bondscoaches · Statistieken · San Marino U21 · San Marino U19 · San Marino U18 · San Marino U17 · San Marino U16
1986 – 1989 · 1990 – 1999 · 2000 – 2009 · 2010 – 2019 · 2020 – 2029
2000 · 2001 · 2002 · 2003 · 2004 · 2005 · 2006 · 
Albanië · 
Andorra ·
Azerbeidzjan ·
België · 
Bosnië en Herzegovina · 
Bulgarije ·
Canada ·
Cyprus ·
Denemarken ·
Duitsland · 
Engeland · 
Estland · 
Faeröer · 
Finland · 
Gibraltar · 
Griekenland · 
Hongarije · 
Ierland · 
IJsland ·
Israël · 
Italië · 
Kaapverdië ·
Kazachstan ·
Kosovo ·
Kroatië · 
Letland · 
Libanon · 
Liechtenstein · 
Litouwen · 
Luxemburg ·
Malta ·
Moldavië ·
Montenegro ·
Nederland · 
Noord-Ierland · 
Noorwegen ·
Oekraïne ·
Oostenrijk · 
Polen · 
Roemenië · 
Rusland · 
Saint Kitts en Nevis ·
Saint Lucia ·
Schotland · 
Servië en Montenegro · 
Seychellen ·
Slovenië · 
Slowakije · 
Spanje · 
Syrië ·
Tsjechië · 
Turkije · 
Wales · 
Wit-Rusland · 
Zweden · 
Zwitserland
Nederland (2011)